# Jim Bett
James „Jim“ Bett (* 25. November 1959 in Hamilton) ist ein ehemaliger schottischer Fußballspieler. Als Mittelfeldspieler war er gleichsam erfolgreich in Schottland für die Glasgow Rangers und den FC Aberdeen unterwegs und gewann dreimal den Ligapokal und zweimal den FA Cup. Darüber hinaus absolvierte er 26 A-Länderspiele für die schottische Nationalmannschaft und war Teil des schottischen Kaders der WM-Endrunde 1986 in Mexiko und der WM-Endrunde 1990 in Italien.

## Sportlicher Werdegang

### Fußballerische Karriere

#### Über Island und Belgien nach Glasgow
Bett begann seine Profilaufbahn beim schottischen Zweitligisten Airdrieonians FC, aber nach gerade einmal acht Meisterschaftseinsätzen zog es ihn im Jahr 1978 nach Island, wo er für Valur Reykjavík spielte. Es blieb bei einem kurzen Intermezzo; wesentlich mehr Bedeutung hatte für ihn, dass er dort seine Ehefrau kennenlernte und die beiden Söhne Baldur (* 1980) und Calum (* 1981) in Island geboren wurden – beide waren später ebenfalls Fußballer und isländische Jugendnationalspieler. Zum Ende der 1970er-Jahre war er beim belgischen Erstligisten Sporting Lokeren unterwegs und nach einem beachtlichen vierten Rang in der Saison 1979/80, der dem Klub die Qualifikation für den UEFA-Pokal bescherte, wechselte Bett im Sommer 1980 für eine Ablösesumme von 180.000 Pfund zurück nach Schottland zu den Glasgow Rangers.
Bei den „Rangers“ war Bett in den folgenden drei Jahren Stammspieler und zeigte vor allem Stärken in seinen technischen Fertigkeiten. Er schoss sein erstes Tor beim 2:1-Auswärtssieg gegen den Lokalrivalen Celtic und bereits in seiner ersten Saison 1980/81 gewann er den schottischen Pokal (in den zwei Finalpartien gegen Dundee United stand er in der Startelf). Er erweiterte seine Medaillenkollektion in der zweiten Spielzeit 1981/82 mit dem Ligapokal (im Endspiel erneut gegen Dundee United) und steuerte in der Meisterschaftsrunde beeindruckende elf Treffer bei. Im dritten Jahr stand Bett in den zwei heimischen Pokalendspielen, verlor jedoch in beiden Fällen zunächst im Dezember 1982 im Ligapokal gegen Celtic (1:2) und im Mai 1983 im FA Cup gegen den FC Aberdeen (0:1 nach Verlängerung) – in der Partie gegen Celtic steuerte Bett den „Ehrentreffer“ bei. Das anschließende Ende der Rangers-Zeit war überraschend und im Sommer 1983 kehrte er nach Belgien zu Sporting Lokeren zurück. Gründe dafür waren familiärer Natur, da sich die junge Familie in Glasgow nicht heimisch fühlte und die belgische Wahlheimat favorisierte.

#### Über Belgien nach Aberdeen
An die früheren Erfolge in Lokeren konnte Bett nicht anknüpfen und landete in zwei Spielzeiten nur jeweils auf dem zehnten Abschlusstabellenplatz, bevor es ihn zurück nach Schottland zum FC Aberdeen zog. Dort hatte Alex Ferguson kurz zuvor bereits zum zweiten Mal in Folge die schottische Meisterschaft gewonnen und nun den spielstarken Bett für 300.000 Pfund vor Beginn der Saison 1985/86 verpflichtet.
Bett brauchte nicht lange, um sich im neuen Umfeld anzupassen und bereits beim 3:0-Auftaktsieg gegen Hibernian Edinburgh sorgte er nach einer kurzen Ecke per Schlenzer vom Strafraumeck für seinen ersten Treffer. Auf Anhieb harmonierte er im Mittelfeld mit Peter Weir und mit seiner Ruhe am Ball konnte er das beizeiten wilde Spiel der „Dons“ besänftigen. Kehrseite der Medaille war, dass Bett gelegentlich lustlos wirkte und damit die Anhängerschaft zwiegespalten war. Dazu kamen Verletzungsprobleme in seinem ersten Jahr, so dass er im Oktober 1995 beim 3:0-Finalerfolg im Ligapokal gegen die „Hibs“ fehlte. Nach dem Jahreswechsel und weitgehender Genesung half er mit im Rennen um die drei noch ausstehenden Titel in der Liga, im FA Cup und besonders im Europapokal der Landesmeister. Hier war er sowohl im Hin- als auch im Rückspiel der Viertelfinalbegegnung gegen den IFK Göteborg vertreten. Nach dem 2:2 daheim scheiterte Bett in Göteborg beim Stand von 0:0 knapp mit einem Schuss neben den rechten Pfosten und so schied Aberdeen aufgrund der Auswärtstorregel aus. Auch die „Mission Titelverteidigung“ ging daneben mit einem enttäuschenden vierten Platz in der Liga, jedoch diente der Pokal als Trostpflaster, da „Jazzer“ Bett mit Aberdeen im dortigen Finale deutlich mit 3:0 die Oberhand gegenüber Heart of Midlothian behielt. In den folgenden Jahren blieb Bett eine feste Größe im Mittelfeld des FC Aberdeen und war nur selten von Blessuren geplagt. Seine wohl beste Zeit hatte er in den Spielzeiten 1989/90 und 1990/91. Hier gewann er zunächst nochmals beide heimische Pokaltrophäen und wurde von den Spielerkollegen zu Schottlands Fußballer des Jahres gekürt. In der Saison 1990/91 war Aberdeen bis zum letzten Spieltag gegen die Rangers im Kampf um die Meisterschaft. Bett zog geschickt im Mittelfeld die Fäden, spielte genaue Pässe und war torgefährlich. Dabei waren drei Treffer besonders. Zunächst sorgte er mit einem Doppelschlag in den letzten 10 Minuten nach 0:2-Rückstand bei den Rangers für den 2:2-Ausgleich; es folgte ein später 1:0-Siegtreffer beim FC St. Johnstone, der das Rennen um den Titel offen hielt. Die abschließende 0:2-Niederlage im Ibrox Park sorgte dafür, dass Aberdeen nur die Vizemeisterschaft gewann. Es sollte der knappste Versuch in Betts Karriere sein, der die schottische Meisterschaft nicht zu seinen Errungenschaften zählen konnte. Mit seiner bekannten Nummer 8 auf dem Rücken blieb Bett in den folgenden drei Jahren dem FC Aberdeen erhalten, aber zunehmende Verletzungen sorgten dafür, dass der in den letzten beiden Jahren nur noch insgesamt 30 Partien absolvierte. In der Saison 1992/93 musste er sich in allen drei lokalen Wettbewerben den Rangers geschlagen geben, wobei er bei der Entscheidung im Ligapokal in der Startelf stand, aber im FA Cup fehlte.
Im Sommer 1994 fiel Bett einem Umbruch in der Mannschaft unter Trainer Willie Miller zum Opfer und teilte das Schicksal mit Lee Richardson, Mixu Paatelainen, Bobby Connor und Alex McLeish. Die Entscheidung sollte sich kurzfristig nicht auszahlen und Aberdeen landete in der Saison 1994/95 auf dem vorletzten Platz. Betts war da bereits über Island im Oktober 1994 nach Edinburgh zu Heart of Midlothian weitergezogen, von wo aus er Ende August 1995 beim Zweitligisten Dundee United anheuerte. Dort beendete er seine Profilaufbahn zum Ende der Spielzeit 1995/96 mit einem Aufstieg und damit einer Rückkehr Dundees in die höchste schottische Liga.

### Schottische Nationalmannschaft
Als spielstarker Mittelfeldakteur der Glasgow Rangers empfahl sich Bett nachhaltig für die schottische Nationalmannschaft und absolvierte am 23. März 1982 gegen die Niederlande (2:1) sein erstes von 26 A-Länderspielen. Ein Platz im schottischen Kader für die WM-Endrunde 1982 in Spanien blien ihm zwar verwehrt, aber nach konstanten Leistungen zur Mitte der 1980er-Jahre in Aberdeen, wurde er vier Jahre später anlässlich der WM-Endrunde 1986 in Mexiko nominiert. Dort war sein Ex-Trainer Alex Ferguson nun für die „Bravehearts“ verantwortlich, aber für einen erhofften Einsatz in einem der drei Gruppenspiele kam es für Bett nicht. Erst vier Jahre später bei seiner dritten Möglichkeit bei der WM-Endrunde 1990 in Italien stand er zur Eröffnungspartie gegen Costa Rica in der Startelf, konnte jedoch die 0:1-Niederlage auch nicht verhindern und wurde eine gute Viertelstunde vor Ende gegen Ally McCoist ausgetauscht. Die war gleichzeitig sein letztes Länderspiel. Während seiner schottischen Laufbahn hatte Bett nur ein Tor geschossen und dies ausgerechnet im Mai 1985 beim 1:0 in Island.

## Titel/Auszeichnungen
- Schottlands Fußballer des Jahres (1): 1989/90 (Spielerwahl)
- Schottischer Pokal (3): 1980/81, 1985/86, 1989/90
- Schottischer Ligapokal (2): 1981/82, 1989/90
- Rous Cup (1): 1985